# Laasirahu
Laasirahu ist eine unbewohnte Insel in der Landgemeinde Saaremaa im Kreis Saare. Die 6,6 Hektar große Insel gehört zum Nationalpark Vilsandi.